# 金峪镇
金峪镇，是中华人民共和国陕西省渭南市合阳县下辖的一个乡镇级行政单位。

## 行政区划
金峪镇下辖以下地区：
方寨村、定国村、解庄村、浪后村、朱家河村、背河村、沟北村、雁村、南永宁村、小寨村、北永宁村、拔丁村、白家庄村、高家坡村、皇甫庄村、黑镇村、河西坡村、白家寨村、邓家寨村、前尧头村、南营村、坊庄村、念吉村、陈峪村和申家河村。